# Cylindroiulus chalandei
Cylindroiulus chalandei är en mångfotingart som beskrevs av Ribaut 1904. Cylindroiulus chalandei ingår i släktet Cylindroiulus och familjen kejsardubbelfotingar. Inga underarter finns listade i Catalogue of Life.